# Sh2-207
Sh2-207 est une nébuleuse en émission, visible dans la constellation de la Girafe.
La nébuleuse est située dans la partie sud de la constellation, à la frontière avec Persée. Dans cette constellation, on peut utiliser certaines étoiles brillantes pour la trouver : une fois λ Persei identifiée, on se déplace d'environ trois degrés vers le nord-est. Un peu au sud, une deuxième nébuleuse peut être identifiée, de taille plus petite, cataloguée Sh2-208. Sa déclinaison fortement septentrionale permet de l'observer facilement la plupart des nuits de l'année depuis l'hémisphère nord, tandis que depuis l'hémisphère sud son observation est difficile. La période au cours de laquelle il atteint sa plus haute altitude à l'horizon se situe entre les mois d'octobre et de février.
En raison de sa structure en anneau, Sh2-207 a d'abord été confondu avec une nébuleuse planétaire. Plus tard, avec l'évolution des études à plusieurs longueurs d'onde, il a été démontré que l'objet appartient à la classe des régions HII. La source de l'ionisation gazeuse de Sh2-207 est une étoile géante bleue de classe spectrale O9.5IV, qui a une magnitude de 13,23 et est cataloguée sous le numéro USNO-A2 1425-05097182. Grâce à l'étude de la vitesse radiale, qui pour ce nuage est égale à une moyenne de -35,4 km/s, sa distance a été obtenue et par conséquent il a été possible de déterminer son diamètre, qui est égal à 13 années-lumière, bien au-delà de la taille d'une nébuleuse planétaire. Toujours à travers l'étude de la vitesse radiale, il est possible de diviser la nébuleuse en deux régions, une interne indiquée par A, qui montre une vitesse de -38,4 km/s, et une périphérique, indiquée par B et qui a une vitesse de -33,6 km/s. Il en résulte que la partie centrale s'approche à une vitesse de 4,8 km/s.